# برنس بولي
برنس أوبوكو بسمارك بولي سامبيني (بالإنجليزية: Prince Polley)‏، من مواليد 4 مايو 1969، لاعب كرة قدم غاني سابق.
بدأ مسيرته الكروية مع نادي أشانتي كوتوكو في عام 1984، ولعب معهم حتى عام 1988، وفي عام 1988 انتقل إلى نادي سبارتا روتردام الهولندي، ولعب معهم حتى عام 1990، وفي موسم 1990/1991 انتقل إلى نادي بيرستشوت البلجيكي، وفي موسم 1991/1992 انتقل إلى نادي جرمينال بيرستشوت البلجيكي، وفي عام 1992 انتقل إلى نادي توينتي الهولندي، ولعب معهم حتى عام 1994، وفي موسم 1994/1995 انتقل إلى نادي هيرنيفين الهولندي، وفي عام 1995 انتقل إلى نادي موسكرون البلجيكي، ولعب معهم حتى عام 1997، وفي عام 1997 انتقل إلى نادي هيريانسدام، ولعب معهم حتى عام 1999، وفي موسم 1998/1999 لعب مع نادي آراو السويسري.
و قد لعب مع منتخب غانا لكرة القدم.

## وصلات خارجية
- برنس بولي على موقع ناشيونال فوتبول تيمز (الإنجليزية)
- برنس بولي على موقع عالم كرة القدم.نت (الإنجليزية)